# El Menor
Efraín Jesús Reeve Barría (Coquimbo, Chile, 4 de noviembre de 2002), conocido artísticamente como El Menor, es un rapero chileno y competidor de batallas de Freestyle Rap. Ha participado en ligas profesionales como la FMS Chile, FMS Internacional, FMS World Series, y en la Red Bull Batalla de los Gallos, tanto en sus ediciones nacionales como internacionales.
En 2024, alcanzó el subcampeonato internacional en la Freestyle Master Series (FMS). Ese mismo año, obtuvo el tercer lugar en la final internacional de la Red Bull Batalla de los Gallos. Es protagonista del documental El Menor, trabajo audiovisual que sigue su carrera como competidor de batallas de rap desde los 15 años.

## Carrera artística
Su trayectoria en el freestyle comenzó en competencias callejeras. En 2017 viajó a Santiago desde Coquimbo para participar en las competencias de DEM Battles, donde atrajo la atención del rap chileno.
En 2019 participó en la FMS Chile y en 2020 compitió en su primera FMS Internacional. En 2021 descendió de la versión nacional de esta competencia. En 2023 logró ascender y en 2024 se coronó campeón de la FMS Chile. 
El 24 de febrero de 2024, El Menor se declaró subcampeón de la FMS Internacional, cayendo en la final ante el argentino Larrix, después de vencer en la final de FMS Chile al reconocido freestyler Acertijo. Este triunfo lo convirtió en el tercer campeón de la liga nacional chilena, junto a Teorema y Nitro. 
El mismo año El Menor logró el oro en la Final Nacional de la Redbull Batalla de Los Gallos para representar a su país en la final internacional donde alcanzó el tercer puesto. El mismo año, El Menor participó en la FMS World Series.
El 9 de marzo de 2025; El menor, tras ganarle a Drose logró el Bicampeonato de FMS Chile. Clasificando a la FMS Internacional donde sería eliminado por Aczino en Semifinales.

## Distinciones
- Copa Federación  (Campeón, 2022)
- Red Bull Regional La Serena (Campeón, 2023)
- FMS Chile (Campeón, 2024)
- FMS Internacional (Subcampeón 2024)
- Final Nacional Red Bull Batalla de los Gallos (Campeón, 2024)
- Final Internacional Red Bull Batalla de los Gallos (Tercer puesto, 2024)

## Sitios externos
- Perfil de competidor: El Menor

- Datos: Q131705810